# الی گالیانی

الی گالیانی (چپ) در صحنه‌ای از فیلم نخستین شیره زفاف

الی گالیانی (ایتالیایی: Ely Galleani؛ زادهٔ ۲۴ آوریل ۱۹۵۳) بازیگر اهل ایتالیا است.

## گزیدهٔ نقش‌آفرینی‌ها
- دختردایی‌های من (۱۹۷۸)
- امانوئل و تجارت برده سفید (۱۹۷۸)
- خانم دکتر زیر لحاف (۱۹۷۶)
- امانوئل در بانکوک (۱۹۷۶)
- ردنک (۱۹۷۳)
- بابا یاگا (۱۹۷۳)
- نخستین شیره زفاف (۱۹۷۲)
- پنج زن زیبا برای جشن نیمه پاییز (۱۹۷۰)
- کشیش متأهل (۱۹۷۰)